# Proscyllium magnificum
Proscyllium magnificum is een vissensoort uit de familie van de rugvinkathaaien (Proscylliidae). De wetenschappelijke naam van de soort is voor het eerst geldig gepubliceerd in 2004 door Last & Vongpanich.